# New Jersey Nets 1987-1988
La stagione 1987-88 dei New Jersey Nets fu la 12ª nella NBA per la franchigia.
I New Jersey Nets arrivarono quinti nella Atlantic Division della Eastern Conference con un record di 19-63, non qualificandosi per i play-off.

## Roster
| N° | Naz.                   | Ruolo | Sportivo          | Anno | Alt. | Peso |
| -- | ---------------------- | ----- | ----------------- | ---- | ---- | ---- |
| 00 | Stati Uniti (bandiera) | G     | Johnny Moore      | 1958 | 185  | 79   |
| 0  | Stati Uniti (bandiera) | A     | Orlando Woolridge | 1959 | 206  | 98   |
| 1  | Stati Uniti (bandiera) | G     | Dwayne Washington | 1964 | 188  | 86   |
| 5  | Stati Uniti (bandiera) | G     | John Bagley       | 1960 | 183  | 84   |
| 10 | Stati Uniti (bandiera) | G     | Otis Birdsong     | 1955 | 191  | 86   |
| 12 | Stati Uniti (bandiera) | GA    | Kevin McKenna     | 1959 | 196  | 88   |
| 14 | Stati Uniti (bandiera) | G     | Duane Washington  | 1964 | 193  | 88   |
| 15 | Stati Uniti (bandiera) | G     | Jamie Waller      | 1964 | 193  | 98   |
| 15 | Stati Uniti (bandiera) | G     | Ricky Wilson      | 1964 | 191  | 88   |
| 21 | Stati Uniti (bandiera) | GA    | Adrian Branch     | 1963 | 201  | 84   |
| 21 | Stati Uniti (bandiera) | AC    | Roy Hinson        | 1961 | 206  | 95   |
| 22 | Stati Uniti (bandiera) | GA    | Dudley Bradley    | 1957 | 198  | 88   |
| 23 | Stati Uniti (bandiera) | GA    | Dennis Hopson     | 1965 | 196  | 91   |
| 31 | Stati Uniti (bandiera) | GA    | Mike O'Koren      | 1958 | 201  | 94   |
| 40 | Stati Uniti (bandiera) | A     | Ben Coleman       | 1961 | 206  | 107  |
| 40 | Stati Uniti (bandiera) | C     | Tim McCormick     | 1962 | 211  | 109  |
| 42 | Stati Uniti (bandiera) | C     | Mike Gminski      | 1959 | 211  | 113  |
| 45 | Stati Uniti (bandiera) | A     | Dallas Comegys    | 1964 | 206  | 93   |
| 50 | Stati Uniti (bandiera) | C     | Chris Engler      | 1959 | 211  | 111  |
| 52 | Stati Uniti (bandiera) | AC    | Buck Williams     | 1960 | 203  | 98   |

## Staff tecnico
- Allenatori: Dave Wohl (2-13) (fino al 9 dicembre)[1], Bob MacKinnon (10-29) (dal 9 dicembre al 28 febbraio)[2], Willis Reed (7-21)
- Vice-allenatori: Garry St. Jean, Bob Wenzel